# Mikey Musumeci
Michael Musumeci Jr. (nascido nos Estados Unidos no dia 7 de julho de 1996), mais conhecido como Mikey Musumeci, é um competidor americano de jiu-jitsu brasileiro e especialista em submission grappling. Faixa-preta de terceiro grau, ele é pentacampeão mundial pela IBJJF (quatro vezes com quimono e uma vez sem quimono) e foi o primeiro americano a conquistar mais de um título mundial da IBJJF na faixa-preta. Musumeci competiu no ONE Championship, onde foi campeão mundial de grappling na categoria peso-mosca.

## Primeiros anos
Mikey Musumeci nasceu em 7 de julho de 1996, em Marlboro Township [en], Nova Jersey, nos Estados Unidos. De ascendência italiana, ele começou a treinar jiu-jitsu brasileiro aos 4 anos, junto com sua irmã  Tammi Musumeci, na academia Fatjo's Martial Arts, sob orientação do treinador Fernando "Cabeça". Aos 10 anos, sua família se mudou para a Flórida. Durante os treinos em diversas academias, ele conheceu os irmãos  Rafael Mendes e  Guilherme Mendes, da Art of Jiu Jitsu, durante um seminário, iniciando uma longa relação com eles e sua academia. A partir da faixa-azul juvenil, Musumeci venceu campeonatos mundiais da IBJJF em todas as graduações. Em 2014, Guilherme Mendes lhe concedeu a faixa-marrom logo após o título mundial na faixa-roxa, ainda no pódio. Em 2015, aos 18 anos, Musumeci recebeu a faixa-preta de Gilbert Burns.

## Carreira na faixa-preta
No ano seguinte, Musumeci venceu o Campeonato Pan-Americano de Jiu-Jitsu Brasileiro de 2016 na categoria galo e, posteriormente, o Campeonato Mundial de Jiu-Jitsu No-Gi IBJJF. Em 2016, ele mudou de equipe, ingressando na associação de  Caio Terra. Em 2017, conquistou o Campeonato Mundial Profissional de Jiu-Jitsu de Abu Dhabi na faixa-preta, na categoria até 62 kg, e o Campeonato Mundial na divisão pena-leve. Em 2018, tornou-se bicampeão mundial. Competindo em uma categoria de peso inferior, venceu o Mundial mais duas vezes, em 2019 e 2021.

### 2021
Musumeci estreou no Who's Number One [en] em 26 de março de 2021, finalizando Marcelo Cohen com um armlock a partir da posição de triângulo. Em 28 de maio, retornou ao WNO e finalizou Lucas Pinheiro com um heel hook. Sua terceira luta no WNO foi contra Edwin 'Junny' Ocasio em 18 de junho, vencendo por decisão unânime. Ele foi então convidado para o primeiro torneio WNO Championships, competindo pelo título leve. Na rodada inicial, enfrentou Gabriel Sousa e foi finalizado com um estrangulamento norte-sul, sendo eliminado. Em 20 de outubro, disputou o título inaugural de peso-galo do WNO, finalizando Richard Alarcon com uma chave de perna chamada "The Mikey Lock" e conquistando o cinturão.
Musumeci foi convidado para estrear no  ADCC em 2022. Durante a preparação, participou do evento "Road to ADCC" em 17 de julho de 2021, vencendo Geo Martinez por 6 a 0 nos pontos. Após a luta, Martinez e seu treinador Eddie Bravo [en] confrontaram Musumeci, trocando palavras acaloradas. Ele desistiu do ADCC 2022 devido a uma lesão, mas pediu uma revanche com Martinez.
No fim de 2021, Musumeci e sua irmã Tammi ingressaram na Pedigo Submission Fighting, treinando com Heath Pedigo.

### 2022
Musumeci defendeu o título de peso-galo do WNO contra Estevan Martinez em 21 de janeiro de 2022, vencendo por decisão unânime. Logo após, assinou com o ONE Championship. Ele se mudou para Singapura para treinar na Evolve MMA [en].
Em sua estreia no ONE, em 22 de abril de 2022, no ONE 156 [en], enfrentou Masakazu Imanari [en], finalizando-o com um mata-leão e ganhando um bônus de US$ 50 mil por "Performance da Noite".
Em 1º de outubro de 2022, no ONE on Prime Video 2 [en], Musumeci enfrentou Cleber Sousa pelo título inaugural de grappling peso-mosca do ONE, vencendo por decisão unânime.

### 2023
Musumeci defendeu seu título contra Gantumur Bayanduuren em 14 de janeiro de 2023, no ONE Fight Night 6 [en], vencendo por decisão unânime. Em 5 de maio, no ONE Fight Night 10 [en], enfrentou Osamah Almarwai [en], finalizando-o com um mata-leão. Em 5 de agosto, no ONE Fight Night 13 [en], defendeu o título contra Jarred Brooks [en], vencendo com um armlock. Em 6 de outubro, no ONE Fight Night 15 [en], enfrentou Shinya Aoki em uma luta sem limite de peso, vencendo com uma chave "Aoki lock".

### 2024
Em fevereiro de 2024, Musumeci deixou a Pedigo Submission Fighting e ingressou na Cobrinha BJJ, treinando com Rubens Charles Maciel [en]. Em 7 de junho, no ONE 167 [en], venceu Gabriel Sousa por finalização em uma revanche na categoria galo.
Musumeci desistiu de uma superluta no Craig Jones Invitational [en] em agosto de 2024. Ele também cancelou uma luta pelo título leve contra Kade Ruotolo [en] no ONE 168 [en], em setembro, devido a uma lesão de Ruotolo.
Em 2 de novembro de 2024, Musumeci anunciou sua saída do ONE Championship e assinou com o UFC Fight Pass [en], estreando em 5 de dezembro no UFC Fight Pass Invitational 9, vencendo Felipe Machado por decisão.

## Vida pessoal
Musumeci é descendente de italianos e fã de Star Wars. Seu apelido "Darth Rigatoni" reflete isso e seu amor por massas, sugerido por um fã. Sua irmã,  Tammi Musumeci, também é competidora de jiu-jitsu. Em 5 de novembro de 2023, ele anunciou uma parceria com a Meta.

## Conquistas

### Principais conquistas na faixa-preta[9]
Recordista mundial da finalização mais rápida em uma final de campeonato mundial adulto da IBJJF.
 Campeão Mundial da IBJJF (2021, 2019, 2018, 2017)
 Campeão Pan-Americano da IBJJF (2016)
Campeão Europeu da IBJJF (2020, 2017)
 Campeão Nacional Americano da IBJJF (2016, 2015)
 Campeão Mundial No-Gi da IBJJF (2016)
 Campeão do UAEJJF Abu Dhabi Pro (2017)
Campeão do UAEJJF Grand Slam LA (2016)
 Campeão Mundial de Grappling Peso-Mosca do ONE Championship (atual, com 3 defesas)

### Principais conquistas nas faixas coloridas[9]
Campeão Mundial da IBJJF (2015 faixa-marrom, 2014 faixa-roxa, 2013/2012 faixa-azul juvenil)
 Campeão Pan-Americano da IBJJF (2015 faixa-marrom, 2014 faixa-roxa, 2013/2012 faixa-azul juvenil)
 Campeão Mundial No-Gi da IBJJF (2011 faixa-azul juvenil)
 Campeão Pan-Americano No-Gi da IBJJF (2011 faixa-azul juvenil)

## Registro de Carreira
| 25 lutas, 23 Vitórias (12 finalizações), 2 Derrotas (1 finalização), 0 Empates |      |                         |                                                    |                                              |                        |                         |
| Resultado                                                                      | Rec. | Adversário              | Método                                             | Evento                                       | Data                   | Local                   |
|                                                                                |      |                         |                                                    |                                              |                        |                         |
| Vitória                                                                        | 23-2 | Joao Gabriel Sousa      | Finalização (chave de panturrilha - bota de Judas) | ONE 167 [en]                                 | 8 de Junho de 2024     | Bangkok, Tailândia      |
| Vitória                                                                        | 22-2 | Shinya Aoki             | Finalização (chave de calcanhar interna)           | ONE Fight Night 15 [en]                      | 7 de Outubro de 2023   | Bangkok, Tailândia      |
| Vitória                                                                        | 21–2 | Jarred Brooks [en]      | Finalização (armlock no triângulo)                 | ONE Fight Night 13 [en]                      | 5 de Agosto de 2023    | Bangkok, Tailândia      |
| Vitória                                                                        | 20–2 | Osamah Almarwai [en]    | Finalização (mata-leão)                            | ONE Fight Night 10 [en]                      | 5 de Maio de 2023      | Broomfield, Colorado    |
| Vitória                                                                        | 19–2 | Bayanduuren Gantumur    | Decisão (unânime)                                  | ONE Fight Night 6 [en]                       | 14 de Janeiro 2023     | Bangkok, Tailândia      |
| Vitória                                                                        | 18–2 | Cleber Souza            | Decisão (unânime)                                  | ONE on Prime Video 2 [en]                    | 1 de Outubro de 2022   | Kallang, Singapura      |
| Vitória                                                                        | 17–2 | Masakazu Imanari [en]   | Finalização (mata-leão)                            | ONE 156 [en]                                 | 22 de Abril de 2022    | Kallang, Singapura      |
| Vitória                                                                        | 16–2 | Estevan Martinez        | Decisão (unânime)                                  | Who's #1: Craig Jones vs. Pedro Marinho      | 21 de Janeiro de 2022  | Dallas, Texas           |
| Vitória                                                                        | 15–2 | Bruno Malfacine         | Decisão (pontos)                                   | Campeonato Mundial de Jiu-Jitsu IBJJF: Final | 12 de Dezembro de 2021 | Anaheim, Califórnia     |
| Vitória                                                                        | 14–2 | Richard Alarcon         | Finalização (Leg lock)                             | Who's #1: The Return of Gordon Ryan          | 20 de Outubro de 2021  | Austin, Texas           |
| Derrota                                                                        | 13–2 | Joao Gabriel Sousa      | Finalização (Estrangulamento norte-sul)            | 2021 FloGrappling WNO Championship: Day 1    | 25 de Setembro de 2021 | Austin, Texas           |
| Vitória                                                                        | 13–1 | Geovanny Martinez       | Decisão (pontos)                                   | Road to ADCC                                 | 18 de Julho de 2021    | Austin, Texas           |
| Vitória                                                                        | 12–1 | Edwin Ocasio            | Decisão (unânime)                                  | Who's #1: Craig vs. Ruotolo                  | 18 de Julho de 2021    | Austin, Texas           |
| Vitória                                                                        | 11–1 | Lucas Pinheiro          | Finalização (chave de calcanhar interna)           | Who's #1: Gordon Ryan vs. Luiz Panza         | 28 de Maio de 2021     | Austin, Texas           |
| Vitória                                                                        | 10–1 | Marcelo Cohen           | Finalização (armolock no triângulo)                | Who's #1: Gordon Ryan vs. Vagner Rocha       | 26 de Março de 2021    | Austin, Texas           |
| Derrota                                                                        | 9–1  | Mahamed Aly             | Decisão (pontos)                                   | Campeonato Europeu de Jiu-Jitsu IBJJF 2020   | 25 de Janeiro de 2020  | Lisboa, Portugal        |
| Vitória                                                                        | 9–0  | Francisco Jonas Andrade | Decisão                                            | Campeonato Europeu de Jiu-Jitsu IBJJF 2020   | 25 de Janeiro de 2020  | Lisboa, Portugal        |
| Vitória                                                                        | 8–0  | Diego Oliveria Batista  | Finalização (chave de pé reta - botinha)           | Campeonato Europeu de Jiu-Jitsu IBJJF 2020   | 25 de Janeiro de 2020  | Lisboa, Portugal        |
| Vitória                                                                        | 7–0  | Suraj Budhram           | Finalização (Ezequiel com o braço dentro)          | Campeonato Europeu de Jiu-Jitsu IBJJF 2020   | 25 de Janeiro de 2020  | Lisboa, Portugal        |
| Vitória                                                                        | 6–0  | Joseph Lee              | Finalização (omoplata)                             | World Jiu Jitsu Festival: Day 1              | 5 de Outubro de 2019   | Long Beach, Califórnia  |
| Vitória                                                                        | 5–0  | Rodnei Barbosa          | Finalização (chave de pé reta - botinha)           | Campeonato Mundial de Jiu-Jitsu IBJJF 2019   | 2 de Junho de 2019     | Long Beach, Califórnia  |
| Vitória                                                                        | 4–0  | Bruno Malfacine         | Decisão (Pontos)                                   | Campeonato Mundial de Jiu-Jitsu IBJJF 2019   | 2 de Junho de 2019     | Long Beach, Califórnia  |
| Vitória                                                                        | 3-0  | Koji Shibamoto          | Decisão (Pontos)                                   | Campeonato Mundial de Jiu-Jitsu IBJJF 2019   | 2 de Junho de 2019     | Long Beach, Califórnia  |
| Vitória                                                                        | 2–0  | Ary Farias              | Decisão                                            | Campeonato Mundial de Jiu-Jitsu IBJJF 2018   | 3 de Junho de 2018     | Los Angeles, Califórnia |
| Vitória                                                                        | 1–0  | João Miyao              | Decisão                                            | Campeonato Mundial de Jiu-Jitsu IBJJF 2017   | 4 de Junho de 2017     | Los Angeles, Califórnia |
| Source                                                                         |      |                         |                                                    |                                              |                        |                         |

## Ver Também
- Gabi Pessanha
- Lucas Lepri
- Helio Gracie
- Tainan Dalpra
- Luiza Monteiro
- Tayane Porfírio
- Carlos Gracie Jr.
- Adam Wardziński